# 张介宾
張介賓（1563年—1642年），字景岳，又字會卿，別號通一子，會稽山陰（今浙江紹興）人，明末醫學大家。

## 生平
張介賓祖籍四川綿竹。明朝初年，張家因軍功而世襲紹興衛指揮使，「食祿千戶」 ，故移居會稽城東。
張介賓父親張壽峰為定西侯蔣傅的幕僚，粗通醫理。介賓幼年時受教育於父親，得以認識《黃帝內經》。十四歲時隨父到京師遊學，於侯府中廣交天下「奇才異士」，又拜城中名醫金夢石為師。張介賓青年時，好兵書並鍾情於劍技，後來更投筆從戎，參加萬曆朝鮮之役。數年後無功而還，回鄉發憤鑽研醫理，聲名日噪，時人比之仲景、東垣。
他對《內經》頗有研究，同時精通《易經》理論，能將易學與醫學溝通，認為“醫易同源”，是指醫理和易理都強調陰陽的變化。強調辨證求本，提出「二綱」、「六變」之說。善用熟地，強調甘溫固本，常用溫補劑，被稱為“溫補派”，亦稱他為「張熟地」。崇禎十五年卒。

## 著述
《類經》、《類經圖翼》、《類經附翼》、《質疑錄》、《景岳全書》。